# The Music of Chance
The Music of Chanceés una pel·lícula dramàtica estatunidenca de 1993 dirigida per Philip Haas. Fou projectada a la secció Un Certain Regard del 46è Festival Internacional de Cinema de Canes. Està basat en el llibre homònim del 1990.

## Argument
Jim Nashe treballava com a bomber, però una gran herència i el divorci de la seva dona l'han deixat lliure per comprar un cotxe nou i veure el país a gust.
Ell agafa un autoestopista, Jack Pozzi, que resulta ser un jugador professional. Pozzi explica com acaba de perdre el seu patrimoni net quan li van robar el joc de pòquer en el que jugava i el van colpejar després que els altres sospitaven que havia orquestrat el robatori. Ara no pot permetre's el mínim de 10.000 dòlars per jugar una partida de pòquer amb un parell de vells milionaris excèntrics a qui abans havia vençut amb facilitat. Amb diners i temps de sobra, l'intrigat Nashe s'ofereix a recolzar Pozzi amb 10.000 dòlars per a una represa.
Els homes rics, Flower i Stone, viuen junts en una finca enorme. Accepten de bon grat amb un altre joc, però no són els ximples que Pozzi creia. Després de perdre al principi, guanyen repetidament, esgotant els 10.000 dòlars. Nashe posa el seu cotxe per més fitxes, tot i que ha d'acceptar 5.000 dòlars, molt menys del que diu que val el cotxe. Pozzi torna a perdre. Ara Nashe, que necessita el cotxe per arribar a casa, proposa una nova aposta: un sol tall de les cartes. Si guanya, recupera el cotxe; si perd, deu 10.000 dòlars. Nashe perd.
Com que Flower i Stone no confien en Pozzi i Nashe per pagar el deute, l'única opció és que ho resolguin. Els peculiars Flower i Stone tenen un munt de 10.000 grans pedres, que es diu que són d'un castell del segle XV. Els agradaria construir un mur a la seva propietat, així que li diuen a Nashe i Pozzi que si dediquen els propers 50 dies a aixecar el mur, el seu deute se saldarà.
Un capatàs anomenat Calvin Murks vigila els dos homes. Nashe segueix la seva tasca metòdicament, però Pozzi es torna cada cop més deprimit, se sent com un esclau. Un dia, mentre treballava a la paret, en Pozzi s'ofen per una declaració sarcástica de Murks i l'ataca, després en Murks comença a venir a treballar armat.
Després d'assabentar-se que el cost del seu menjar s'afegeix al seu deute i que Flower i Stone han anat de viatge a l'estranger, Pozzi decideix que ha d'escapar. Li demana a Nashe que s'uneixi a ell, però com més fàcil és Nashe, vol portar a terme el projecte. Pozzi intenta escapar enderrocant sota la tanca i desapareixent, oferint-se a trucar a la família de Nashe quan aquest surti. No obstant això, l'endemà al matí, Nashe es desperta i troba un Pozzi molt colpejat i inconscient fora de la porta principal de la seva barraca. En Murks apareix i sembla que el porta a l'hospital. Més tard, Murks diu que Pozzi es va recuperar i va marxar, però Nashe no es creu el vell.
Murks porta Nashe a prendre una copa amb el seu gendre Floyd. Floyd juga un joc competitiu de billar amb Nashe per diners i Nashe guanya 50 dòlars. L'aparentment generós Nashe li diu a Floyd que gasti els 50 dòlars en el seu fill i Floyd li diu a Nashe que li deu un favor. Nashe pregunta si pot portar el cotxe nou d'en Murks (el seu cotxe anteriorment a la pel·lícula) de tornada a la casa quan marxen i Floyd accepta demanar-li a Murks per Nashe. Quan tornen, Nashe comença a accelerar amb calma, en Murks s'alarma i diu que Nashe és un ximple mentre s'acosten els llums d'una moto. Nashe surt de la carretera xocant el cotxe i matant tant en Floyd com en Murks. A continuació, es veu al Nashe ferit passejant per la carretera on un conductor (l'autor Paul Auster, en un paper de cameo) s'atura i li ofereix un aixecar. L'última vegada que s’escolta a Nashe diu que anirà a Minnesota i li pregunta si el pot portar a un telèfon públic.

## Repartiment
- James Spader com a Jack Pozzi
- Mandy Patinkin com a Jim Nashe
- M. Emmet Walsh com a Calvin Murks
- Charles Durning com a Bill Flower
- Joel Gray com a Willy Stone
- Samantha Mathis com a Tiffany
- Chris Penn com a Floyd
- Pearl Jones com a Louise
- Jordan Spainhour com a Floyd Jr.
- Paul Auster com a conductor